# Кювилье, Мария Павловна
Мария Павловна Кювилье (Майя, в первом браке княгиня Кудашева; 9 (21) мая 1895 — 27 апреля 1985, Кламси, Франция) — поэтесса, переводчик, секретарь и вторая жена Ромена Роллана.

## Биография
Матерью Марии была гувернантка Мекка Кювилье, швейцарка по происхождению, отцом — русский дворянин, имя которого осталось неизвестным, погибший при Цусимском сражении во время Русско-японской войны 1904—1905 годов. Мария родилась вне брака и носила фамилию матери, но была крещена по православному обряду и раннее детство провела в семье отца. Некоторое время жила во Франции у своей тетки, затем в католическом монастыре. В 1902 году вернулась с матерью в Россию. Они жили в доме актера Незлобина, где её мать работала гувернанткой.

### Юность
Майя (так её звали близкие и друзья) училась на Высших женских курсах, интересовалась искусством, рано начала писать стихи на русском и французском языках. В самом начале 20-х Кювилье начала вращаться в кругах поэтической богемы, была частым гостем в квартире Елизаветы и Веры Эфрон в доме на Кривоарбатском переулке, где собирались люди искусства, молодые художники и поэты. Тогда же она познакомилась с Мариной Цветаевой. Её сестра, Анастасия Цветаева, позже писала в своих «Воспоминаниях»: «Марина и Майя крепко сдружились. В их лицах, „прическе пажа“, […] в их профилях было сходство». В «Воспоминаниях» Майе посвящена целая глава:

Майя Кювилье! Я не помню первой с ней встречи. Её не было, первой. Мы всегда знали друг друга — столь все было родное в ней, настоящее, так близко было от лица — к душе, от взгляда, улыбки, движений — к сердцу. […] Майя была — наша, не в нашем доме родившаяся, сестра.
В 1912 и 1913 годах Майя посещала дом Максимилиана Волошина в Коктебеле. Художница Юлия Оболенская писала в своем дневнике: «В это время [май 1913] съезжались старые друзья-„обормоты“: Эфроны, Фельдштейны, Цветаевы, Майя Кювилье».

15 июля. Вечером Максимилиан Александрович и Майя читали свои стихи на балконе. Максимилиан Александрович просил огурец для натюрморта, а я потребовала «Lunaria», a потом прочесть другие, ещё не напечатанные. Майя пришла позже, грызла кукурузу и читала свои вещи. Она талантлива. 
В 1916 году во «Втором сборнике центрифуги» были опубликованы её стихи на французском языке, подписанные Майя Кювилье. Темой стихов были в основном любовные переживания. Марина Цветаева писала ей в письме: «Ваши стихи о любви — единственны, как и Ваше отношение к любви. Ах, вся Ваша жизнь будет галереей прелестных юношеских лиц с синими, серыми и зелеными глазами под светлым или темным шелком прямых или вьющихся волос». Майя была очень влюбчива и открыта. Среди её избранников были поэты Вячеслав Иванов, Максимилиан Волошин, Андрей Белый, Константин Бальмонт, Илья Эренбург, поэт и переводчик Сергей Шервинский, юрист и историк Михаил Фельдштейн, архитектор Виктор Веснин и другие. Однако её отношения с людьми искусства были не романами, а скорее духовной дружбой. К примеру в письме поэту-символисту Вячеславу Иванову Майя объясняла: «Вы, может быть, очень удивлены тем, что я так пишу Вам. Я просто всегда подхожу к тем, кого могу любить. Но зато тех, к кому я подошла, я люблю. Почему можно всякий цветок, понравившийся, понюхать? Я хочу подойти к каждому понравившемуся сердцу».
В 1915 году в квартире у Эфронов Майя познакомилась с учеником военного училища князем Сергеем Александровичем Кудашевым, племянником философа Николая Бердяева. В начале следующего года они поженились, а через год у Майи родился сын Сергей. Укрываясь от войны и революции, Майя с сыном и свекровью перебралась в Воронежскую губернию в родовое имение мужа. Осенью 1919 года княгиня гостила у Волошина в Коктебеле, в конце года она узнала, что её муж умер в армии на Кавказе от тифа (по другой версии, погиб в бою в мае 1920).

### В Советском Союзе
С 1921 до 1931 года Кудашева работала личным секретарем президента Государственной Академии Художественных Наук Петра Когана. Она продолжала писать, делала переводы стихов Жоржа Дюамеля, Шарля Вильдрака, Марселя Мартине. Майя была переводчиком и гидом для посетивших СССР Жоржа Дюамеля и Люка Дюртена.
В 1923 году поэтесса написала письмо французскому писателю Ромену Роллану, в котором поделилась своим мнением о его романе «Жан-Кристоф». Между ними завязалась переписка. Издательство «Время» решило в 1929 году выпустить полное собрание сочинений французского писателя, тот же потребовал, чтобы представителем издательства выступала Кудашева. Усилиями Максима Горького и самого Роллана удалось получить визу и в августе Мария посетила писателя в Швейцарии. Встреча оказалось плодотворной, и Роллан пригласил Марию приехать вновь. Их следующая встреча состоялась в августе 1931 года; Кудашева так и осталась с писателем в Швейцарии.

### В эмиграции
В апреле 1934 года Мария Кудашева и Ромен Роллан сочетались браком. В том же году их посетил сын Марии, Сергей, бывавший у них и впоследствии. Во время визита писателя в Москву в 1935 его жена выполняла роль переводчика и секретаря. Чета побывала и в Кремле, где Роллан имел возможность поговорить со Сталиным. В 1937 супруги переехали в Везле, там их застала немецкая оккупация. В последние годы Мария брала на себя все больше забот: ухаживала за домом и мужем, связывалась с издательствами, писала под диктовку сочинения Роллана до самой его смерти в 1944 году от туберкулёза.
После смерти мужа Мария занималась улаживанием литературных дел писателя, изданием его сочинений. Впоследствии несколько раз приезжала в Советский Союз по приглашению Академии наук для участия в конференциях.
Некоторые исследователи считают её агентом ГПУ.
Мария умерла 27 апреля 1985 года и похоронена рядом с мужем на кладбище в Кламси.

## Семья
Первый муж: князь Сергей Александрович Кудашев (1895—1920)
- сын Сергей Сергеевич Кудашев (1917—1941), мл. лейтенант, аспирант механико-математического факультета Московского университета, погиб на фронте (пропал без вести в ноябре 1941 года).

Второй муж: Ромен Роллан (1866—1944)

## Упоминания в чужом творчестве
В стихотворении Максимилиана Волошина, написанном 7 июля 1913 года:
Над головою поднимая / Снопы цветов, с горы идёт… / Пришла и смотрит… Кто ты? / — Майя. / Благословляю твой приход.
О моменте, вдохновившем поэта, писала в дневнике Юлия Оболенская: «Фёдор Константинович [Радецкий] снимал Максимилиана Александровича и Константина Фёдоровича [Богаевского] в мастерской до обеда. Меня ставили, чтобы испробовать освещение. Во время съемки вошла Майя с подсолнечником в руке».
В дарственных автографах Константина Бальмонта на сборниках его стихов:
Майя — светлый Майский сон, / Да продлится он. / Майя — нежный зыбкий свет, / Ей забвенья нет.
К. Бальмонт. 1913. Октябрь. Москва.
Красивой Майе, сестре желанной, / Привет горячий и необманный. / Тебя хочу я увидеть снова, / Для сна живого и золотого.
К. Бальмонт. 1914. II. 5. Париж.

## Комментарии
1. ↑  Позже квартира Эфронов […] была названа Алексеем Николаевичем Толстым довольно грубым словом, в стиле его шуток, — „обормотником“. Это слово привилось, бывшие и жившие там звались „обормотами“. Анастасия Цветаева Воспоминания. В 2 т. Т. 1. 1898—1911 годы // изд. подгот. Ст. А.Айдиняном. — М.: Бослен, 2008. — 816 с., стр. 723